# Infantka Maria Józefa

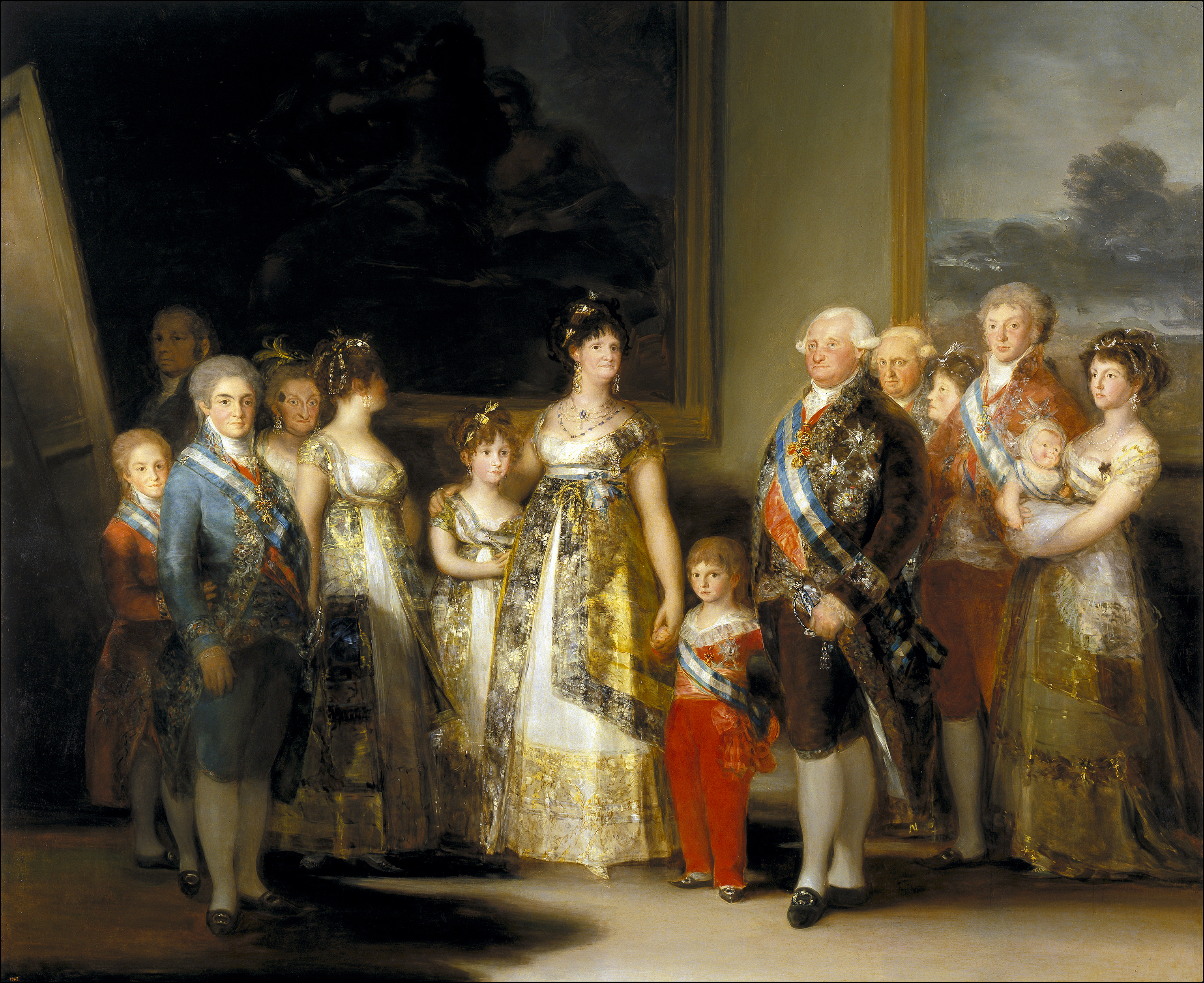
Rodzina Karola IV, Goya, 1800

Infantka Maria Józefa (hiszp. La infanta María Josefa) – obraz olejny hiszpańskiego malarza Francisca Goi (1746–1828), będący szkicem przygotowawczym do zbiorowego portretu pt. Rodzina Karola IV. Początkowo znajdował się w Pałacu Królewskim w Madrycie (podobnie jak ostateczne dzieło), a od 1857 roku należy do zbiorów Prado.
Portret zbiorowy miał być wizerunkiem króla Karola IV z najbliższą rodziną. Szkic przedstawia infantkę Marię Józefę (1744–1801), starszą siostrę Karola IV, która nigdy nie wyszła za mąż i mieszkała na madryckim dworze swojego brata. Goya nie schlebia swojej modelce, jej nieatrakcyjne rysy twarzy są dodatkowo uwypuklone przez duże brylantowe kolczyki i turban ozdobiony piórami. Na skroni widać czarny owalny plaster, który służył za ozdobę i lekarstwo przeciwbólowe. Była to przestarzały element, którego nie nosiły młode damy. Infantka nosi także szarfę Orderu Dam Królowej Marii Ludwiki.
Goya zaczął pracować nad zbiorowym portretem w maju 1800 roku, kiedy rodzina królewska wypoczywała w Pałacu w Aranjuez, jednej z rezydencji Burbonów. Między majem a lipcem artysta wykonał szkice przygotowawcze w postaci olejnych portretów przedstawiających każdego z członków rodziny królewskiej. Na życzenie królowej Marii Ludwiki Goya sportretował każdego z osobna, dzięki czemu monarchowie uniknęli długich i nużących godzin pozowania w grupie.
Z dziesięciu szkiców wykonanych przez Goyę w Aranjuez zachowało się jedynie pięć oryginałów, wszystkie znajdują się w zbiorach Prado. Oprócz szkicu Infantki Marii Józefy zachowały się także: Infant Antoni Burbon, Infant Karol Maria Izydor, Infant Franciszek de Paula Burbon i Ludwik I Parmeński oraz kilka kopii wykonanych przez Augustina Esteve znajdujących się w różnych muzeach i prywatnych kolekcjach (m.in. Infant Ferdynand VII w Metropolitan Museum of Art w Nowym Jorku). Wszystkie szkice charakteryzuje widoczny czerwonawy podkład. Fizjonomia postaci jest oddana z jeszcze większą precyzją niż na ostatecznym obrazie, widać, że szkice posłużyły artyście do wnikliwej analizy twarzy portretowanych. Szkice zostały przedstawione rodzinie królewskiej i zaakceptowane. Możliwe, że powstał także szkic przygotowawczy ostatecznego dzieła, który się nie zachował.